# Rhinella bernardoi
Rhinella bernardoi é uma espécie de anfíbio anuro da família Bufonidae. Está presente na Argentina. A UICN classificou-a como pouco preocupante.